# Samson contre tous
Pour plus de détails, voir Fiche technique et Distribution.
Samson contre tous (titre original : Ercole contro Roma) est un film italo-francais réalisé par Piero Pierotti, sorti en 1964.

## Fiche technique
- Titre original : Ercole contro Roma
- Titre en français : Samson contre tous
- Titre belge : Hercule contre Rome
- Réalisation : Piero Pierotti
- Scénario : Arpad De Riso, Nino Scolaro
- Production : Fortunato Misiano
- Musique : Angelo Francesco Lavagnino
- Photographie : Augusto Tiezzi
- Montage : Iolanda Benvenuti
- Pays de production :  Italie,  France
- Durée : 87 minutes
- Genre : péplum, film d'aventure
- Dates de sortie : 
  - Italie : 15 mai 1964
  - France : 7 juillet 1965

## Distribution
- Alan Steel  (VF : René Arrieu) : Samson (vo : Ercole)
- Wandisa Guida  (VF : Nicole Riche) : Ulpia
- Livio Lorenzon (VF : Jean-Henri Chambois)  : Marzulio
- Mimmo Palmara  (VF : Jean-Pierre Duclos) : le consul Traiano
- Andrea Aureli  (VF : Jacques Berthier) : Rosio
- Dina De Santis : Arminia
- Attilio Dottesio  (VF : Jacques Deschamps) : Satiro
- William Conroy : soldat romain
- Amedeo Trilli  (VF : Pierre Collet) : Miro
- Jeff Cameron : soldat romain
- Armando Guarnieri : Giano
- Gaetano Scala  : soldat romain
- Daniele Vargas  (VF : Armand Mestral) : Filippo Afro
- Ignazio Balsamo : Tauras
- Anna Arena : Fenicia
- Sandro Mondini : un senateur
- Emma Vannoni : jeune villageoise brune
- Sal Borgese : Mirco
- Renato Navarrini (VF : Gérard Férat)  : le sénateur Argeso
- Walter Licastro : Resio
- Calisto Calisti  (VF : Claude Joseph) : le marchand
- Tullio Altamura (en)  (VF : Jean Violette) : Lucilio le tavernier
- Carlo Tamberlani  (VF : Roger Treville) : l'empereur Gordiano
- Alberto Cevenini (it) : Dario
- Nello Pazzafini : Segesto
- Amerigo Santarelli
- Simonetta Simeoni  (VF : Jane Val) : Erica